# 岸春江
岸 春江（きし はるえ、4月18日 - ）は、フリーアナウンサー、絵本ナビゲーター。

## 略歴
東京生まれ北海道育ちで、現在札幌で活動している。
北海道苫小牧東高等学校を経て、札幌国際大学短期大学部卒業。野村證券勤務を経て、フリーアナウンサーになる。主にテレビ出演の他、イベントやセミナー・トークショーの司会をしている。現在は後輩の育成にも力を入れている。趣味はテニス・スキューバーダイビング・料理・旅行。旅行はアフリカのケニアをはじめ、海外を中心に色々な国へ行っている。
また、子育て支援にも力を注ぎ『絵本』を使った講習会のほか、『絵本読み聞かせボランティア』への育成にも尽力。
幼稚園、小中学校、高校の保護者向けの講師としても活躍中。
更に小学校のPTA会長、小学校開放図書館運営委員長、の他、札幌市教育委員会から｢札幌市教育振興基本計画の改定に向けた検討会議｣の委員を委嘱。
子どもたちの未来を考える活動も多数。
2014年に立ち上げたサークル【フリューリング絵本部「ファンタジア」】で主催する絵本講演や絵本の読み聞かせ会が人気となり、北海道内の各所で講演やイベントも開催。
2019年には北海道読書推進運動協議会による「優良読書グループ　奨励賞」を受賞。
絵本作家を招いた親子向けワークショップも多数開催。

2014年、絵本セラピスト協会認定「絵本セラピスト」取得。
2018年、NPO法人｢絵本で子育て｣センター認定「絵本講師」取得。
2020年　独立行政法人　国立青少年教育振興機構「絵本専門士」取得

## 過去の出演番組
- 『どさんこワイド』（STV）
- 『くらしの情報便』（STV）
- 『赤レンガ情報ファイル』（TVh）
- 『国民年金Q&Ａ』（TVh）
- 『私のガーデニングスペシャル』（NHK-BS）
- 『北海道まちづくりアイディアコンテスト』（NHK）
- 『でんきな奥さん』（UHB）
- 『グリーンチャンネル パドックアナウンス』（BS）
- 『グリーンチャンネル セリ生中継キャスター』
- 『発信！生スタ早起きクマさん』（HTB）
- 『北海道まちづくり　アイディアコンテスト』（NHK）
- 『ニュースzero』（日テレ）
- 『ばんえい競馬生放送 ばんすた』キャスター
- 『競輪 函館記念 特別番組』
- 『北海道競馬　門別グランシャリオナイター』キャスター